# میهای ویگ

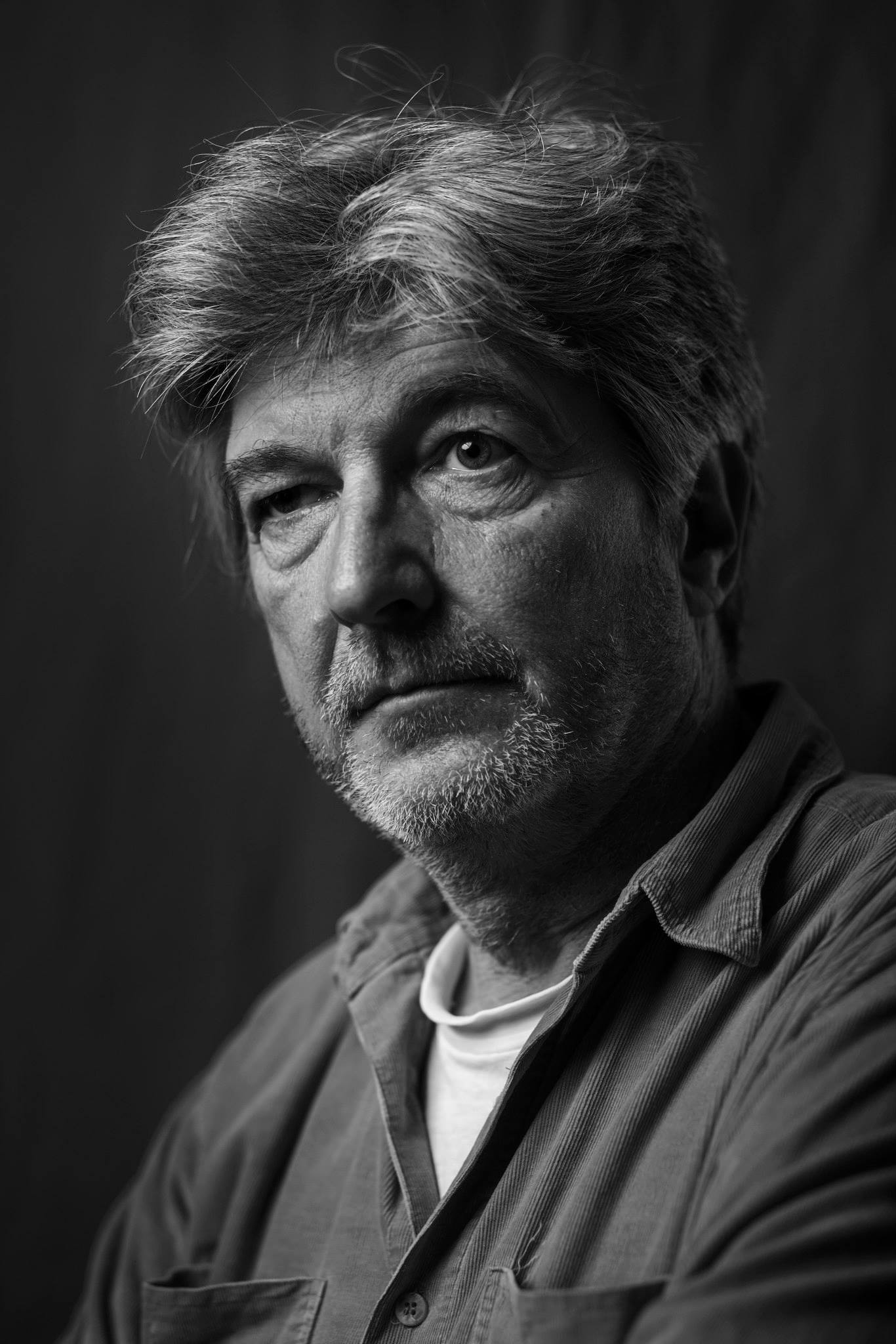
میهای ویگ

میهای ویگ (به مجاری: Mihály Víg) (زادهٔ ۱۹۵۷ در بوداپست) آهنگساز، شاعر، ترانه‌سرا، گیتاریست و خواننده مجارستانی است. وی همچنین برای همکاری با کارگردان مجار، بلا تار، در فیلم‌هایی مثل نفرین، تانگوی شیطان، هارمونی‌های ورکمایستر، مردی از لندن و اسب تورین مشهور است.